# Мурзинка (Новоуральский городской округ)
Мурзи́нка — посёлок в Новоуральском городском округе Свердловской области России при одноимённой железнодорожной станции.

## География
Посёлок Мурзинка находится на восточном склоне Среднего Урала, между горами Барсучьей, Медвежкой и Мурзинкой, в одном километре от впадения реки Нейвы в Верх-Нейвинский пруд. Со всех сторон посёлок окружён смешанным сосново-берёзовым лесом. Населённый пункт расположен к северо-западу от Екатеринбурга, к югу от Нижнего Тагила и к югу от окружного центра — закрытого города Новоуральска, в двух километрах от городского КПП № 6 и в девяти километрах от центра города. Посёлок образован при железнодорожной станции Мурзинка на ветке Нижний Тагил — Екатеринбург. Площадь населённого пункта — 3,093 км².
Ближайшие населённые пункты:
- к северу — город Новоуральск,
- к северу-северо-востоку — посёлок городского типа Верх-Нейвинский,
- к юго-востоку — посёлок Калиново,
- к югу-юго-востоку — село Тарасково.

## Население
| 1926 |
| ---- |
| 27   |

| 2002 | 2010 |
| ---- | ---- |
| 144  | ↗236 |

## История
В 1878 году через Верх-Нейвинскую заводскую дачу пролегла Уральская горнозаводская железная дорога. В 1908 году на месте будущей станции Мурзинки был открыт железнодорожный разъезд № 118.
В 1918 году в Верх-Нейвинскую волость настигла Гражданская война. С июня по июль этого года в районе разъезда шли ожесточённые бои между воинами Белой армии, Чехословацкого корпуса, казаками с одной стороны и красноармейцами 2-го Горного полка с другой. В августе 1918 года в данной местности проходила так называемая Верх-Нейвинская операция.
В 1920-х годах в связи с увеличением пассажиропотока на разъезде построены дополнительные пути. Также здесь был построен завод по выпуску извести и появились дома, бараки.
После административно-территориальной реформы 1923 года разъезд оказался в составе Невьянского района Свердловского округа Уральской области Российской СФСР и первоначально был подчинён Тарасовскому сельскому совету.
В 1929 году разъезд № 118 был преобразован в станцию Мурзинку. В 1935 году ветка Гороблагодатская — Свердловск была электрифицирована, и через станцию начали ходить электропоезда.
В 1930-х годах в Мурзинке открылись начальная школа, клуб, магазин.
В 1930 году Свердловский округ был упразднён, в 1932 году Невьянский район был переименован в Калатинский. В 1934 году Уральская область разделена на три новых — Мурзинка, как и Калатинский район в целом, оказалась в составе Свердловской области, куда входит по сей день. В 1935 году Калатинский район переименован в Кировградский, а в 1941 году в связи с выделением из его состава города Кировграда в категорию городов областного подчинения — в Невьянский, в составе которого осталась Мурзинка.
В годы Великой Отечественной войны на фронт ушло около 40 мурзинцев. Из них 25 погибли в боях.
До 1994 года Мурзинка входила в состав Невьянского района и была подчинена Калиновскому поселковому совету, после чего вошла в состав новообразованного ЗАТО города Новоуральска.
В настоящее время ввиду относительной близости к Новоуральску Мурзинка превращается в посёлок дачников.

## Инфраструктура
В Мурзинке есть фельдшерский пункт, продуктовый магазин и магазин стройматериалов, а также баня с гостиничным домом «Малиновка».

### Промышленность
- ООО «Техмашсервис»

### Транспорт

#### Железнодорожный транспорт

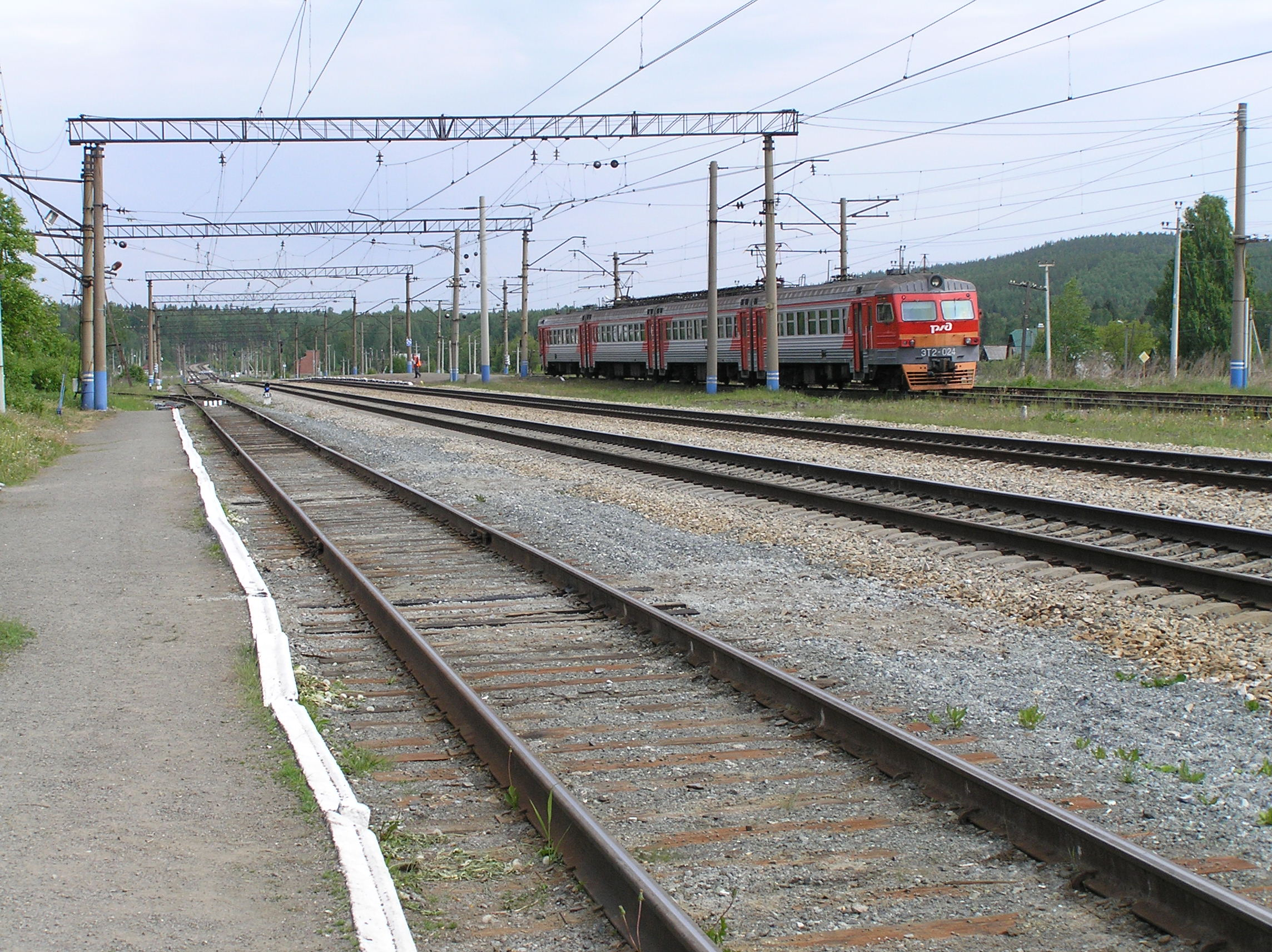
Электропоезд в Мурзинке

В посёлке есть грузо-пассажирская железнодорожная станция Мурзинка Нижнетагильского региона обслуживания Свердловской железной дороги. Станция является узловой: она связана подъездным путём с Калиновским химическим заводом.
Пассажирское сообщение по станции представлено исключительно пригородными перевозками. В Мурзинке останавливаются поезда, курсирующие по маршруту Екатеринбург — Нижний Тагил и в обратном направлении. Скоростные и пассажирские поезда на станции не останавливаются.

#### Автомобильный транспорт
Посёлок Мурзинка является также автодорожным узлом. Здесь сходятся дороги Новоуральск — Мурзинка — Билимбай и Новоуральск — Зелёный мыс — Мурзинка — Таватуй. Обе дороги проходят по Мурзинке с севера на юг: первая (Ольховая и Трактовая улицы) — западнее железной дороги, вторая (улицы Свердлова и Ленина) — восточнее. Чуть севернее станции автодороги связаны между собой соединяющей дорогой, на которой через железную дорогу построен регулируемый переезд. Также на юго-востоке Мурзинки имеется нерегулируемый переезд через подъездной путь к Калиновскому химзаводу. Остальные улицы второстепенны: в основном они поперечны двум главным дорогам либо примыкают к ним.

#### Автобусное сообщение
Через Мурзинку ходят один междугородний и несколько пригородных автобусов:
- № 106 Первоуральск — Новоуральск[10],
- № 111 Новоуральск — Пальники,
- № 115 Новоуральск — СНТ «Тарасково»,
- № 122 Новоуральск — село Тарасково.

В Мурзинке есть четыре автобусных остановки: «Сад № 3», «Станция Мурзинка», «Трактовая улица» и «Улица Свердлова».

## Достопримечательности

### Мурзинский карьер
Старый известковый карьер близ посёлка Мурзинка — одно из любимых мест отдыха в окрестностях Новоуральска. Новоуральцам раньше он был известен как место добычи камней для минералогических коллекций. Здесь находили аметисты и друзы хрусталя. В 1970-х годах сюда был проложен маршрут выходного дня для путешественников из Свердловска, прибывавших турпоездом.
С развитием дачного строительства в Мурзинке все подходы к карьеру оказались закрытыми, и он перестал быть туристическим объектом. Карьер был загажен и превращён в свалку.

### Печь для обжига известняка
Главная достопримечательность Мурзинки — большая старая шахтная печь для обжига известняка. В прошлом в ней обжигали известняк для превращения его в известь. Печь сложена из огнеупорного кирпича. Температура в ней достигала 900—1200 °C.
В нынешнее время печь не используется, поэтому можно свободно заглянуть внутрь или залезть наверх.

### Знак «Европа-Азия»
В двух километрах к северо-западу от Мурзинки находится гора Медвежка, на вершине которой в ноябре 2006 года установлен металлический решётчатый знак «Европа-Азия». Его автор — Владимир Ломов. В установке знака также участвовали рабочие санатория «Зелёный мыс». Сооружение представляет острую трёхгранную пирамиду, которую венчает стержень с многолучевой звездой наподобие громоотвода Невьянской башни. Высота творения составляет около четырёх метров. На гранях пирамиды и внутренней её части есть надписи: «Медвежка 499 м», «Зелёный мыс 2006», «Задумали Ломов В. А. и сын Сергей».